# Ferocactus pottsii
A Ferocactus pottsii a szegfűvirágúak (Caryophyllales) rendjébe, ezen belül a kaktuszfélék (Cactaceae) családjába tartozó faj.

## Előfordulása
A Ferocactus pottsii előfordulási területe a közép-amerikai Mexikóban található. Ennek az országnak az északi felén lévő Sonora, Sinaloa és Chihuahua nevű államaiban őshonos kaktuszfaj.

## Képek

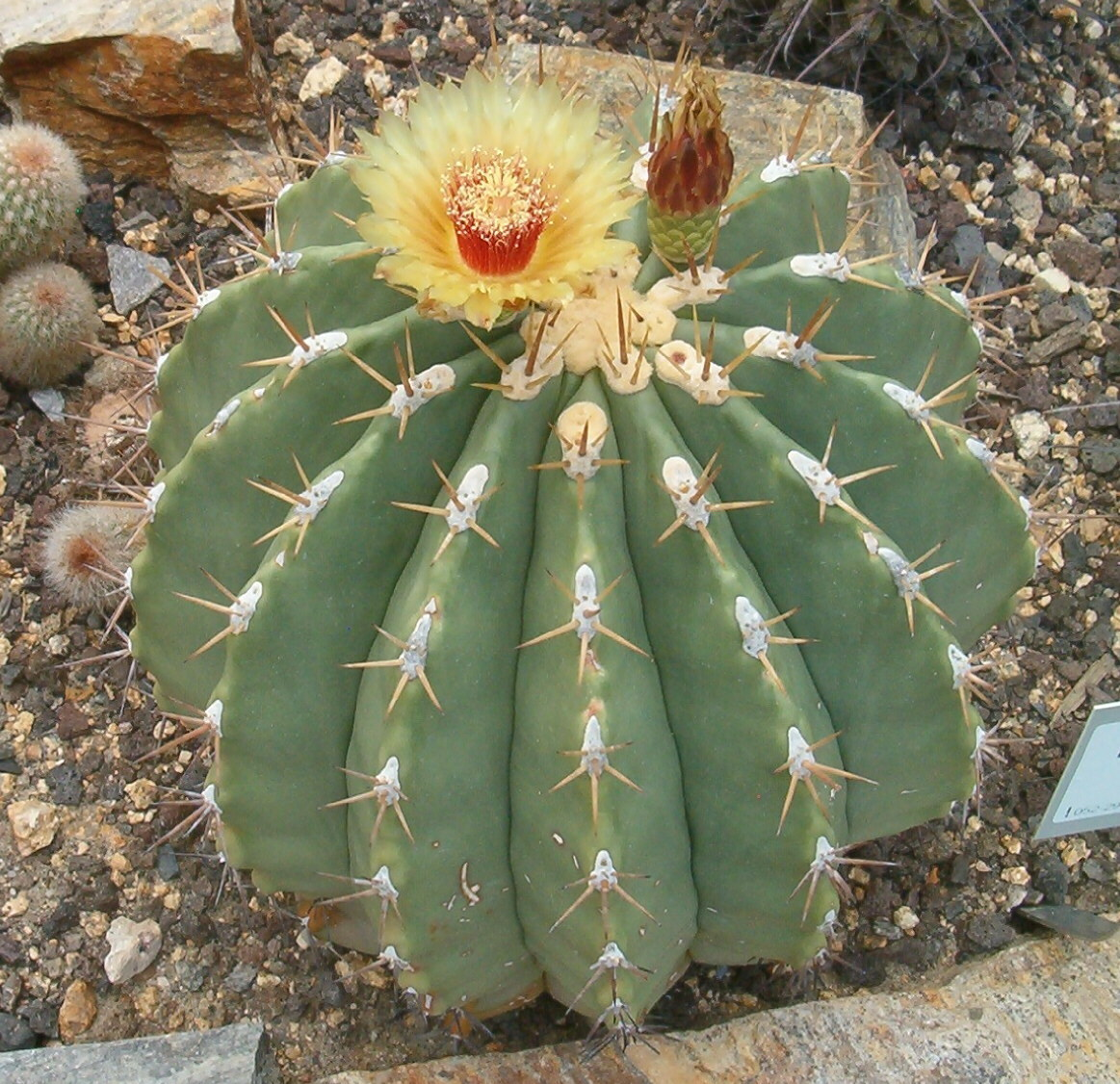
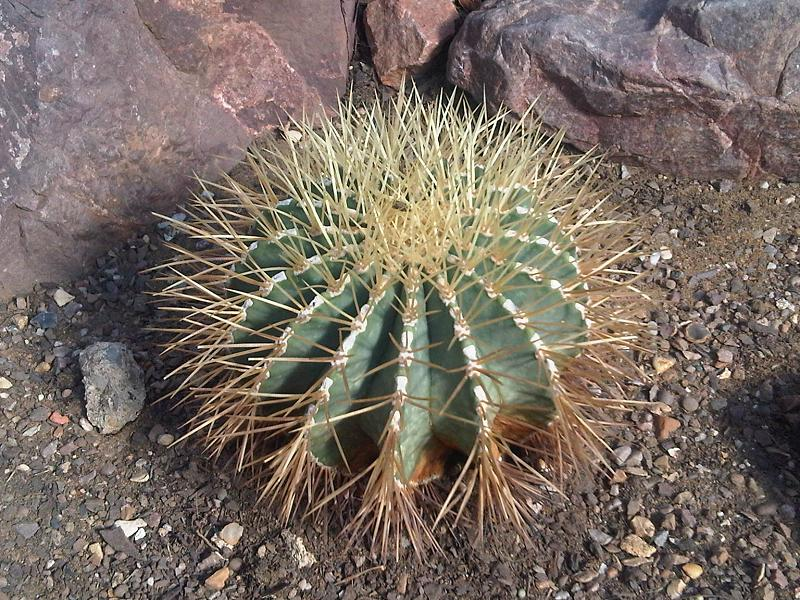
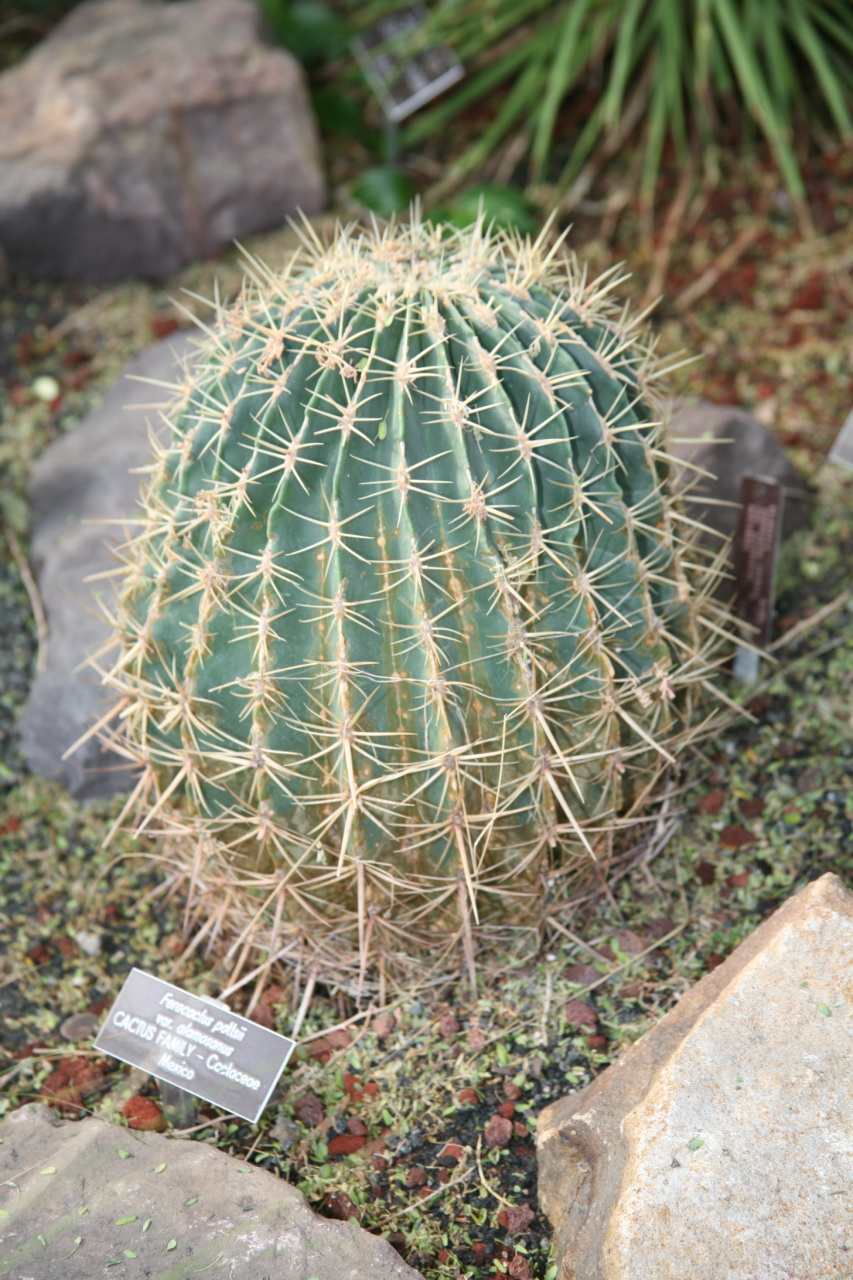
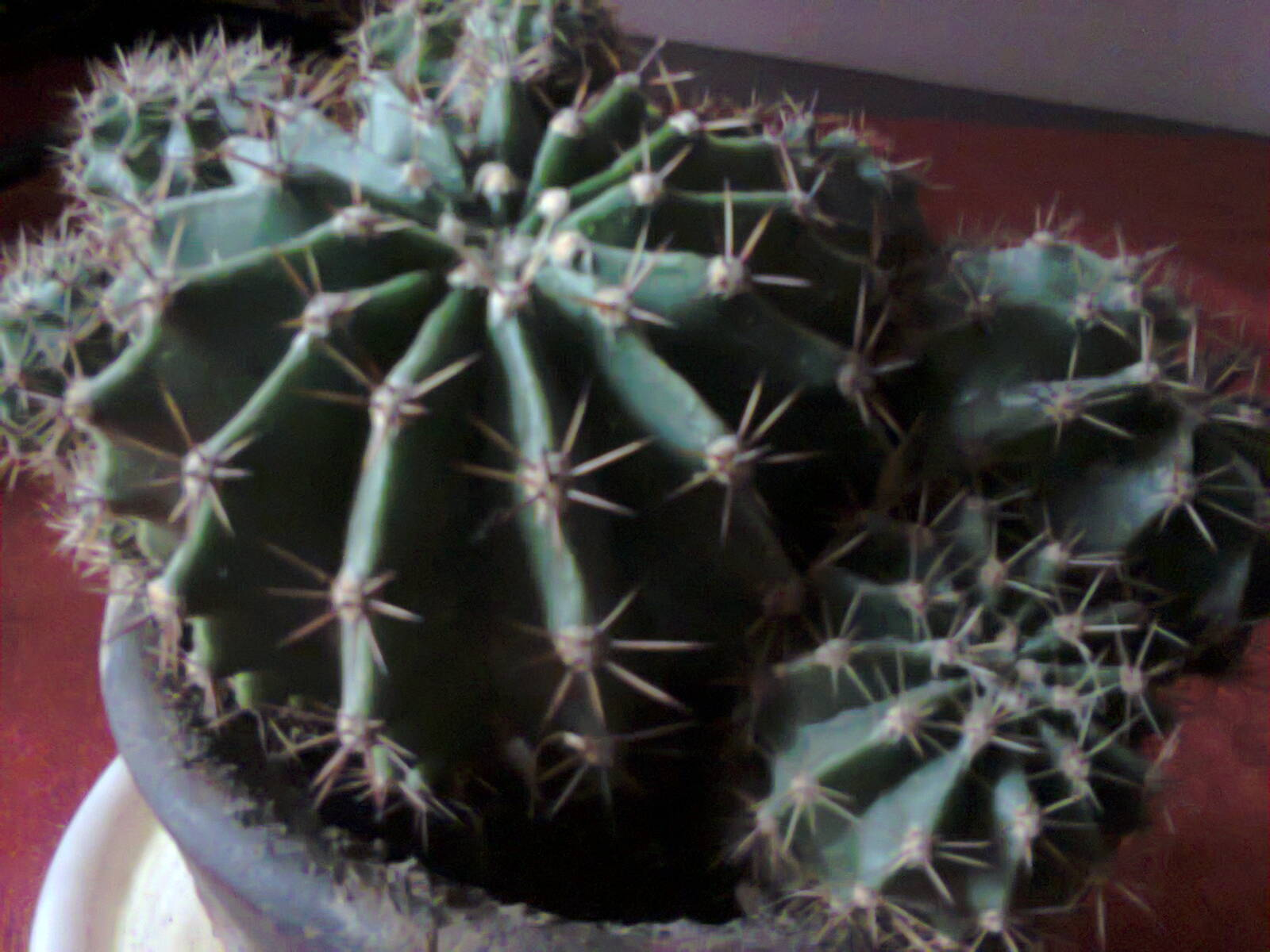
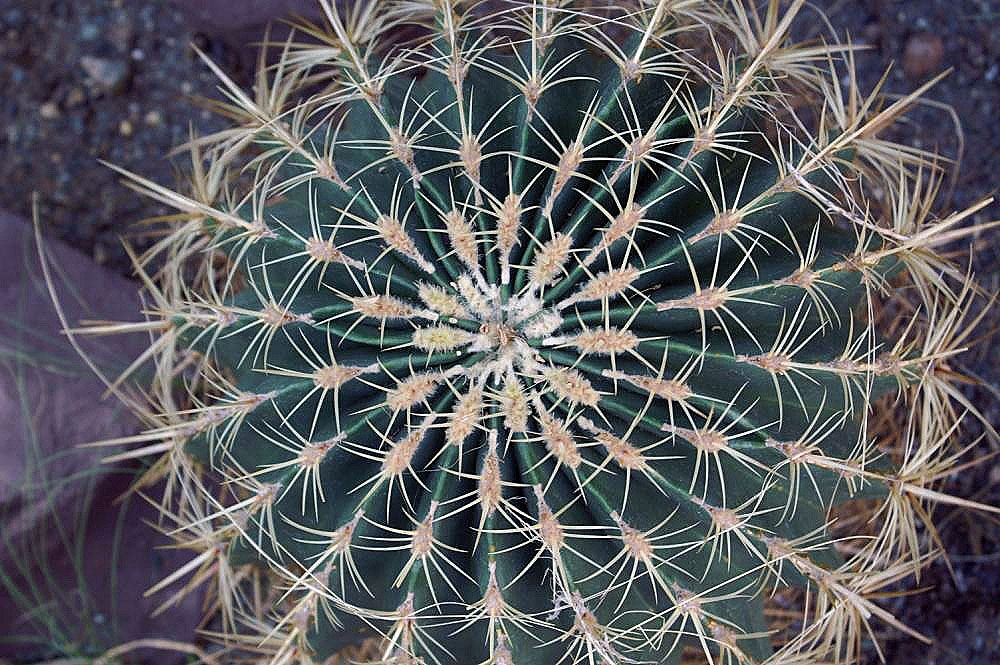